# Ardit Beqiri
Ardit Beqiri (ur. 13 lutego 1979 w Tiranie) – albański piłkarz i trener piłkarski. W latach 2000–2002 należał do albańskiej reprezentacji U-21, a w latach 2002–2006 reprezentował Albanię.